# Π键

电子雲和分子轨道，π键为第二行最右

π键，在化学上是共价键的一种。当两个电子轨道的突出部分发生重叠时产生。

## 名称
名字中的希臘字母π代表了p軌域，因為π鍵的軌道對稱性与軌域相同。p軌域通常參與形成π鍵，然而，d軌域同样能參與形成。
π鍵通常比σ键弱，因为它的电子雲距离带正电的原子核的距离更远，需要更多的能量。由一個σ鍵和一個π鍵組成的C-C雙鍵的鍵能小於C-C單鍵的兩倍,表明π鍵所增加的穩定性小於σ鍵的穩定性。量子力学的观点认为，键的强度很弱主要是因为平行的p軌域间重叠不足。這與σ鍵形成對比，σ鍵直接在鍵合原子的核之間形成鍵合軌道，使得有更大的重疊區,所以σ鍵的強度也更強。

## 性质

两个p轨道形成一个π键，對應的軌域稱為π軌域

尽管π键本身弱于σ键，但是π键仍然和σ键并存于多键中，因为混合键强度比他们都要大。这一点通过比较乙烷（154 pm）、乙烯（133 pm）、乙炔（120 pm）的键长就可以看出來。
拥有双键和三键的原子通常有一个σ键，余下的则是π键。π键是由于平行轨道重叠形成的：两个轨道纵向的相遇，形成比σ更弱的键。π键中的电子有时也被叫做π电子。

## 特例
π键并不一定要连接几个原子，金属原子和氢分子的σ键间的π交互作用在一些有机金属化合物的还原中扮演了很重要的角色。炔和烯中的π键经常与金属结合，所成的键含有很高的π成分。
仅在部分分子中，σ键比π键更活泼：比如六羰基合二铁（Fe2(CO)6）、双原子碳（C2）和乙硼烯（B2H2）。在这些化合物中，中心原子仅含有π键，为了能够造成轨道间的最大重叠，键长比预计的小很多。